# Ami Butini
Bénédict-Ami Butini (* 21. Mai 1718 in Genf; † 1780 in Paramaribo auf Suriname) war ein Genfer Plantagenbesitzer, Sklavenhalter und ethnografischer Sammler in Suriname.

## Leben

### Frühes Leben und Bildung
Ami Butini entstammte der Genfer Familie Butini und war das zweite von acht Kindern des Tuchhändlers Augustin Butini und seiner Frau Marthe (geb. de l'Escale). Von seinen Geschwistern überlebten nur drei das Kindesalter. 
Der Mediziner Jean-Antoine Butini (1723–1810) war sein Cousin und kümmerte sich in seiner Abwesenheit um seine Geschäfte in Genf. Ein weiterer Verwandter war der Abolitionist Jean-François Butini (1747–1805), der die Werke von Jean-Baptiste Labat gelesen hatte und dessen Informationen nutzte, diese aber umkehrte, um eine diametral entgegengesetzte Rede zu halten als der missionarische Befürworter der Sklaverei und Sklaventreiber selbst. 
Er studierte an der Genfer Akademie, wo er 1743 in reformierter Theologie promovierte, was ihn in die Lage versetzte, sowohl als Geistlicher als auch als akademischer Berater zu agieren.

### Leben in Suriname
In den frühen 1750er Jahren verließ Ami Butini seine Heimatstadt und ließ sich in Paramaribo, der Hauptstadt der niederländischen Kolonie Suriname, nieder. Dort erbte er die Plantage Tulpenburg, die am Ufer eines Nebenflusses des Commewijne lag. 1753 heiratete er in Suriname, wobei der Name seiner Ehefrau unbekannt blieb. Es gibt Spekulationen, dass Johanna Magdalena Buttini, möglicherweise seine Tochter, aus einer Beziehung mit einer afro-surinamesischen Frau, war. Sie brachte mit dem Plantagenbesitzer Pieter Louis Berkhoff 17 Kinder zur Welt.
Ami Butini gehörte zu den wenigen Schweizern, die in Suriname aktiv ihre Plantagen mit Sklavenarbeit bewirtschafteten. Neben seiner Tätigkeit als Plantagenbesitzer war er auch als Rechtsberater in Paramaribo aktiv. Trotz seines Einflusses und seiner Position bleibt jedoch unklar, wie viele Sklaven auf seiner Plantage beschäftigt waren, welche Pflanzen er anbaute und wie rentabel Tulpenburg letztlich war.

### Ethnografisches Engagement
Ami Butini wäre möglicherweise in der Geschichtsschreibung in Vergessenheit geraten, wenn er nicht ein tiefes Interesse an Ethnografie entwickelt hätte. Unmittelbar nach seiner Ankunft in Suriname begann er, eine Sammlung ethnografischer Objekte zusammenzustellen, die ihn faszinierten. Während eines Aufenthalts in Genf im Jahr 1759 vermachte er der dortigen öffentlichen Bibliothek, die später zur Bibliothèque de Genève wurde, eine Sammlung von rund 40 Artefakten. Diese Schenkung erweiterte das Kuriositätenkabinett um Objekte indigener Herkunft und Naturobjekte aus Amerika, was einen bemerkenswerten Beitrag zur europäisch-scholastischen Wahrnehmung der Neuen Welt darstellt.
Zu den bemerkenswerten Objekten seiner Sammlung gehörten ein Schmuckstück aus Raubtierzähnen und eine Flöte, die aus dem Oberschenkelknochen einer indigenen Frau geschnitzt war. Darüber hinaus sammelte er zahlreiche Glasbehälter mit Proben der Flora und Fauna Surinames, die in Rum oder Essig eingelegt waren. Besonders erschreckend war die Entdeckung eines in Zuckerlikör konservierten menschlichen Fötus afrikanischer Herkunft, ein grausames Zeugnis für die Entmenschlichung von Sklavinnen und Sklaven im Europa des 18. Jahrhunderts.
Er stand in Kontakt mit Jean-Nicolas-Sébastien Allamand, dem Lausanner, der Professor für Naturgeschichte in Leiden wurde, wo er an einer Ausgabe der Werke von Georges-Louis Leclerc de Buffon arbeitete, in der er die Affen erwähnte, die Ami Butini ihm zusandte, unter anderem ein lebendiger Affe, der aus Guinea nach Surinam gebracht worden war.